# François-Bernard Potier de Gesvres
François-Bernard Potier de Gesvres (* 15. Juli 1655; † 15. April 1739), Duc de Tresmes, später 2. Duc de Gesvres, Pair de France, war ein französischer Hochadliger und Militär.

## Biographie
François-Bernard Potier war der älteste Sohn von Léon Potier (um 1620–1704), Duc de Gesvres, und Marie-Angélique du Val de Fontenay-Mareuil († 1702).
In seiner militärischen Laufbahn kämpfte er im Holländischen Krieg bei der Belagerung von Maastricht (1673), in der Schlacht bei Sinsheim (1674) und der Schlacht bei Türkheim (1675). Er besaß das auf seinen Namen lautende Regiment de Gesvres und wurde 1690 Brigadier des Armées du Roi.
1702 erbte er durch den Tod seiner Mutter das Marquisat de Fontenay-Mareuil. Am 9. Dezember 1704 erbte er die Güter und Titel seines Vaters, darunter auch das Amt  des Premier Gentilhomme de la Chambre du Roi, einen Tag später auch dessen Amt als Gouverneur von Paris.
In seiner Karriere am Königshof war er Premier Gentilhomme de la Chambre du Roi, 1715 dann Großkammerherr (Grand-Chambellan) beim ersten Lit de justice Ludwigs XV. 1722 trat er zugunsten seines Sohnes François-Joachim Bernard Potier de Gesvres von seinen Ämtern und Titeln zurück. Am 3. Juni 1724 wurde er Chevalier de l‘Ordre du Saint-Esprit.

## Ehe und Familie
Am 15. Juni 1690 heiratete er Marie-Madeleine Louise de Seiglière(s) (* um 1664; † 3. April 1702), die das Pariser Hôtel particulier in die Ehe einbrachte, das seitdem Hôtel de Gesvres heißt (Passage de Choiseul im 2. Arrondissement); sie ist die Tochter von Joachim de Seiglière(s), Seigneur de Boisfranc et de Saint-Ouen, Vicomte de La Rochebriant, Baron de’Ambur, Surintendant des Finances, ab 1706 Kanzler von Philippe II. de Bourbon, duc d’Orléans, und Geneviève Gédoyn des Touches. Ihre Kinder sind:
- François-Joachim Bernard Potier de Gesvres (* 29. September 1692; † 19. September 1757), 1722 3. Duc de Gesvres, Pair de France, 8. November 1722 Gouverneur von Paris, 1745 Gouverneur der Île-de-France, Premier gentilhomme de la chambre du Roi; ⚭ 6. April 1709 Marie-Madeleine-Emelie Mascranni de La Verrière († 8. Juli 1717), einzige Tochter von Barthélémi Mascranni, Seigneur de La Verrière, Maître des requêtes, und Jeanne Baptiste Le Fèvre de Caumartin
- Louis-Léon-Marie Potier de Gesvres (* 28. Juli 1695; † 28. Dezember 1774), Comte de Gandelus et de Tresmes, dann Duc de Tresmes, Pair de France, Maréchal de camp, 1745 Lieutenant général, 1757 Gouverneur der Île-de-France; ⚭ 6. April 1729 Éléonore-Marie de Montmorency-Luxembourg (1715–1755), Tochter von Christian Louis de Montmorency-Luxembourg, Prince de Tingry (Haus Montmorency)
- Étienne-René Potier de Gesvres (* 2. Januar 1697; † Juli 1774), 1720 Abt von Ourscamp, Abt von Saint-Vincent de Laon und Abt von Saint-Étienne de Caen, 1728–1772 Bischof von Beauvais, Pair de France, 1756 Kardinal
- Marie-Françoise Potier de Gesvres (* 5. Dezember 1697; † 1764), ⚭ (Ehevertrag 17. September 1715) Louis-Marie-Victor de Béthune († 19. Dezember 1744), Comte de Selles, dit le Comte de Béthune.